# Robinson Hart
Robinson Hart è una serie a fumetti creato da Luigi Mignacco e Fabrizio Russo, pubblicata dalla Sergio Bonelli Editore tra il 1996 e il 1999.
La serie è composta da 11 episodi di lunghezza variabile pubblicati sulla collana Zona X e vede come protagonista Robinson Hart che dà il nome al fumetto.

## Storia

### Naufrago del tempo
- (1) L'uomo venuto dal futuro
- (2) La vera storia di Re Artù
- (3) I guardiani del tempo

Robinson Hart, studente universitario di Oxford, durante una vacanza in Galles si imbatte in un gruppo di ricercati, i fratelli Grenda, che si nascondevano in un parco naturale. Ferito e catturato, Hart sta per essere ucciso quando un fulmine nero cade dal cielo, trasportandoli indietro nel tempo. Quando si risveglia, Hart scopre di essere sì nel medesimo luogo ma nell'alto medioevo, e che con lui sono arrivati anche i fratelli Grenda, i quali hanno preso il controllo del villaggio di Logron, che comandano spietatamente. Con l'aiuto dello stregone Marlo e di Marga, Hart riesce a sconfiggere la banda di ricercati causando la morte di tutti i suoi membri; in seguito scopre che le sue imprese sono alla base del mito di Beowulf.
Successivamente, Hart viene coinvolto nella difesa della Cambria contro i Sassoni. Riuscirà nel suo intento grazie alle armi da fuoco portate dai fratelli Grenda, ispirando le leggende di re Artù ed excalibur, che altro non sarà che un moderno fucile mitragliatore.
Hart verrà recuperato dallo scrittore Antoine de Saint-Exupéry e da Adam, una sorta di robot biologico praticamente immortale. Costoro fanno parte del soccorso temporale, un gruppo di persone con il compito di salvare i naufraghi del tempo, ovvero tutti coloro i quali, colpiti da un fulmine nero, sono stati portati in un'altra epoca. A loro si unirà Hart con l'intento di ritrovare i suoi genitori, che sospetta essere stati colpiti anche loro da uno di quei fulmini.

### Agente temporale
- (4) Sfida infernale
- (5) I nomadi dell'infinito
- (6) Il serpente e l'arcobaleno
- (7) Tamburi di guerra
- (8) Il monastero del diavolo
- (9) L'uomo che cambiò la storia

Il corpo di storie principali si svolgono con Robinson Hart come agente temporale che ha l'incarico di andare indietro nel passato per recuperare naufraghi della sua epoca (o antecedente a questa) o quelli che sono arrivati nel suo presente. In questa parte c'è un'assenza di continuity nella storia.

### Cronomoto
- (10) Orrori senza tempo
- (11) Il giorno della luce nera

È la fine della storia che spiega come sia lo stesso protagonista a scatenare il cronomoto.

### Alternative
Si tratta di una storia breve di 16 pagine pubblicata su Gli albi di Cronaca di Topolinia n. 20 alcuni anni dopo la chiusura di Zona X.

### Temi non sviluppati
A causa dell'improvvisa chiusura della testata su cui veniva pubblicato, molte storie non hanno mai visto la luce e sono state fatte intuire negli ultimi numeri, prima fra tutte quella del ritrovamento dei suoi genitori che ricorre in tutti gli albi.

## Personaggi
- Robinson Hart il protagonista della serie, bibliotecario all'università di Oxford ha una vita segreta come agente del soccorso temporale. Le sue fattezze ricordano quelle di Christopher Lambert in Highlander.
- Adam è un androide biologico ovvero composto da parti organiche invece che meccaniche, è praticamente eterno e custodisce il tunnel temporale dell'Europa. La sua identità nel presente è quella di Adam Pembroke, professore universitario di Oxford.
- Jenny è l'eterna fidanzata di Robinson poiché stanno insieme dall'inizio del fumetto. Dopo la laurea, Jenny lavora come giornalista per la X Zone una rivista che dà risalto a presunti fenomeni paranormali e simili. È all'oscuro della doppia vita del fidanzato.
- Aric Kalibaan è l'elfide collega del protagonista, viene dal futuro e non può mai farsi vedere; ogni tanto usa la sua avanzatissima tecnologia per aiutare Robinson. Robinson lo prende scherzosamente in giro per questa sua reticenza.
- Antoine de Saint-Exupéry è la trasposizione a fumetto del personaggio storico, è l'agente temporale che più spesso accompagna Robinson nelle sue avventure.
- Marlo è la prima persona che Robinson incontra nell'alto medioevo: è un druido che parla gaelico scozzese e latino, con fattezze rassomiglianti Sean Connery; nel mito di Artù sarà trasposto con Merlino.
- Marga è una giovane druidessa allieva di Marlo che inizialmente aiuta il giovane confuso Robinson; si scopre poi essere la base per la figura arturiana di Morgana ed assume un ruolo antagonistico.
- I Fratelli Grenda un gruppo di criminali ricercati composta da una madre e tre fratelli, trasportati nel passato insieme a Robinson saranno alla base di Grendel e di sua madre venendo uccisi da Robinson per difendere i locali. In seguito si scopre che uno dei fratelli è sopravvissuto grazie a Marga e con l'identità di Modred tenta di conquistare il Galles medioevale ma viene nuovamente fermato e definitivamente ucciso da Robinson.